# Engenheiro de conhecimento
Engenheiro do conhecimento é o profissional da área de computação que codifica o conhecimento de um especialista humano na forma de regras. Estas regras são expressas em alguma linguagem de representação  do conhecimento.
O engenheiro do conhecimento  é um dos elementos que está envolvido no contexto dos sistemas baseados no conhecimento e nos sistemas especialistas.